# هيليث سافيوتي
هيليث لارا بونجيوفاني سافيوتي (بالبرتغالية: Heleieth Saffioti‏) (من 4 يناير 1934 إلى 13 ديسمبر 2010)، عالمة اجتماع برازيلية ومعلمة وناشطة نسوية.

## حياتها
كانت سافيوتي ابنة خياطة وبنّاء. وولدت في إبيرا في عام 1934 في ولاية ساو باولو. تخرجت بشهادة في العلوم الاجتماعية من كلية الفلسفة والعلوم والآداب من جامعة ساو باولو (USP) في عام 1960. وبدأت في نفس العام أول بحث أكاديمي لها عن حالة المرأة في البرازيل وهذا ما كان موضوع أطروحتها لكلية الفلسفة والعلوم والآداب في أراراكوارا جامعة ولاية ساو باولو (UNESP) بعنوان «امرأة في المجتمع الطبقي: الخرافة والواقع» تحت إشراف البروفيسور فلورستان فرنانديز الذي دافع عنه سافيوتي في عام 1967 وقد نُشرت أطروحتها في عام 1976.
كان الكتاب أحد أكثر الكتب مبيعاً في وقته ولا يزال يستخدم في الوقت الحالي كمرجع في الدراسات الجنسانية. كانت وجهة نظرها الماركسية مصدر نقد بسبب الانقلاب العسكري الأخير في عام 1964،  لكنها يشار إليها باعتبارها واحدة من أهم واضعي النظريات في جميع أنحاء العالم في مجال تطوير «النسوية الجدلية».
كانت سافيوتي أستاذة في جامعة سان باولو الكاثوليكية البابوية (PUC-SP) وأستاذة زائرة في كلية الخدمة الاجتماعية في جامعة ريو دي جانيرو الاتحادية (UFRJ). وقد أنشأت مركزاً لدراسة الجنسانية والعرق والطبقة في (UFRJ) وأشرفت على الأطروحات العلمية في (PUC-SP) وتقاعدت من (UNESP) (حرم أراراكوارا) حيث كانت أستاذة فخرية. على الرغم من أنها شغلت مناصب أكاديمية إلا أنها لم تنتسب إلى منظمات أخرى لأنها لا تريد أن تفقد «حرية الفكر». [2] في عام 2005 ورد اسمها في البيان الجماعي «1000 امرأة مرشحة لجائزة نوبل للسلام» الذي تنسقه المنظمة السويسرية للنساء من أجل السلام في جميع أنحاء العالم والتي تهدف إلى الاعتراف بدور المرأة في جهود السلام. من بين 1000 امرأة كانت هناك 51 امرأة برازيلية.
تزوجت سافيوتي من الكيميائي الفيزيائي فالديمار سافيوتي وهو أستاذ ومؤلف للكتب المدرسية ومستشار في أراراكوارا. في عام 2000 وبعد وفاة زوجها بفترة قصيرة قررت التبرع بمزرعتهما في أراراكوارا لـ UNESP والتي تحولت إلى مركز ثقافي. بقيت نشطة حتى نهاية حياتها وتوفيت عن عمر يناهز 76 عاماً بسبب ارتفاع ضغط الدم. ولم يكن لديها أطفال.